# Humboldt (Saskatchewan)
Humboldt és una ciutat del Canadà situada a la província de Saskatchewan, 113 km a l'est de Saskatoon a la intersecció de l'Autopista 5 i Autopista 20. La ciutat és envoltada pel Municipi Rural de Humboldt No. 370.

## Demografia
Segons dades del cens del Canadà de 2011, Humboldt va créixer el 13,6% des de 2006 per a una població de 5.678.
| Principals grups ètnics, 2011 | Principals grups ètnics, 2011 | Principals grups ètnics, 2011 |
| Gruo ètnic                    | Població                      | Percent                       |
| ----------------------------- | ----------------------------- | ----------------------------- |
| Alemanys                      | 3,165                         | 574,0%                        |
| Anglesos                      | 905                           | 164,0%                        |
| Ucraïnesos                    | 860                           | 156,0%                        |
| Irlandesos                    | 640                           | 116,0%                        |
| Escandinaus                   | 635                           | 115,0%                        |
| Francesos                     | 520                           | 94,0%                         |
| Escocesos                     | 495                           | 9%                            |
| Russos                        | 350                           | 64,0%                         |
| Total de població que respon  | 5.510                         | 100%                          |

## Història
Va rebre el seu nom de l'explorador alemany Alexander von Humboldt, i començà com una estació de telègraf situada al Carlton Trail, una ruta de carros utilitzada en els primers dies del Canadà Occidental com una ruta des Fort Garry (Winnipeg) a Fort Edmonton. El nom de "Humboldt" va ser aprovat en 1875 per a un lloc en els Territoris del Nord-oest al llarg de la línia telegràfica Canadian Pacific en què es va construir una estació de reparació (8 km al sud-oest de l'actual lloc de la ciutat). Construït el 1878, el l'Estació de Telègraf Humboldt va tenir un paper integral en les comunicacions per al desenvolupament de l'Oest.
Amb la revolta dels métis dirigits per Louis Riel a Batoche just 100 km al nord-oest, Humboldt esdevingué l'enllaç de comunicació entre el primer ministre John A. Macdonald i les seves forces a l'Oest, per tant un lloc d'importància estratègica. El general Frederick Middleton va arribar-hi l'abril 1885 amb 950 soldats, va establir una guarnició a l'estació, i la va utilitzar com la seva base d'operacions d'exploració. En aquest moment, l'estació de Humboldt va ser crucial, ja que la línia de telègrafs més a l'oest es tallava periòdicament. Per tant, Humboldt va ser l'últim enllaç segur a l'Est.
L'u de maig de 1885 Humboldt es va convertir en el lloc d'un gran dipòsit de subministraments sota el Tinent Coronel G. T. Denison de la guàrdia del Governador General. Una força combinada d'aproximadament 460 homes va construir una elaborada sèrie de trinxeres, convertint l'estació en un campament militar fortificat per protegir els subministraments. Les tropes van deixar Humboldt al juliol de 1885. L'àrea va ser també el lloc del primer robatori de diligència a l'oest del Canadà. Encara hi ha parts del Carlton Trail en forma de solcs de pistes de carro a l'àrea de Humboldt.
En els seus inicis Humboldt era principalment Catòlica alemanya. Es va convertir en el major assentament de l'Abadia Territorial de Saint Peter-Muenster també anomenada Colònia de St. Peter establida per monjos benedictins de l'abadia de St John a Collegeville, Minnesota. La immigració a la zona tant dels estats de les Planes del Nord dels Estats Units i d'Alemanya va ser promoguda per la German American Land Company. Molts immigrants d'Alemanya es van establir en àrees al voltant de Humboldt com Muenster, Fulda, Pilger, St Gregor i Englefeld. Els immigrants de l'Imperi Rus que eren alemanys ètnics es van establir a la zona oest de Humboldt i al sud del llogaret de Carmel.
Després d'haver estat establerta com a comunitat, Humboldt va esdevenir un lloc important a Saskatchewan anteriorment conegut com el "cor del Districte de Cultius Segurs" pel seu clima fiable pel creixement, el que va portar al poble a convertir-se en un centre per a l'agricultura d'equips i subministraments a empreses.